# Homélies de Blickling

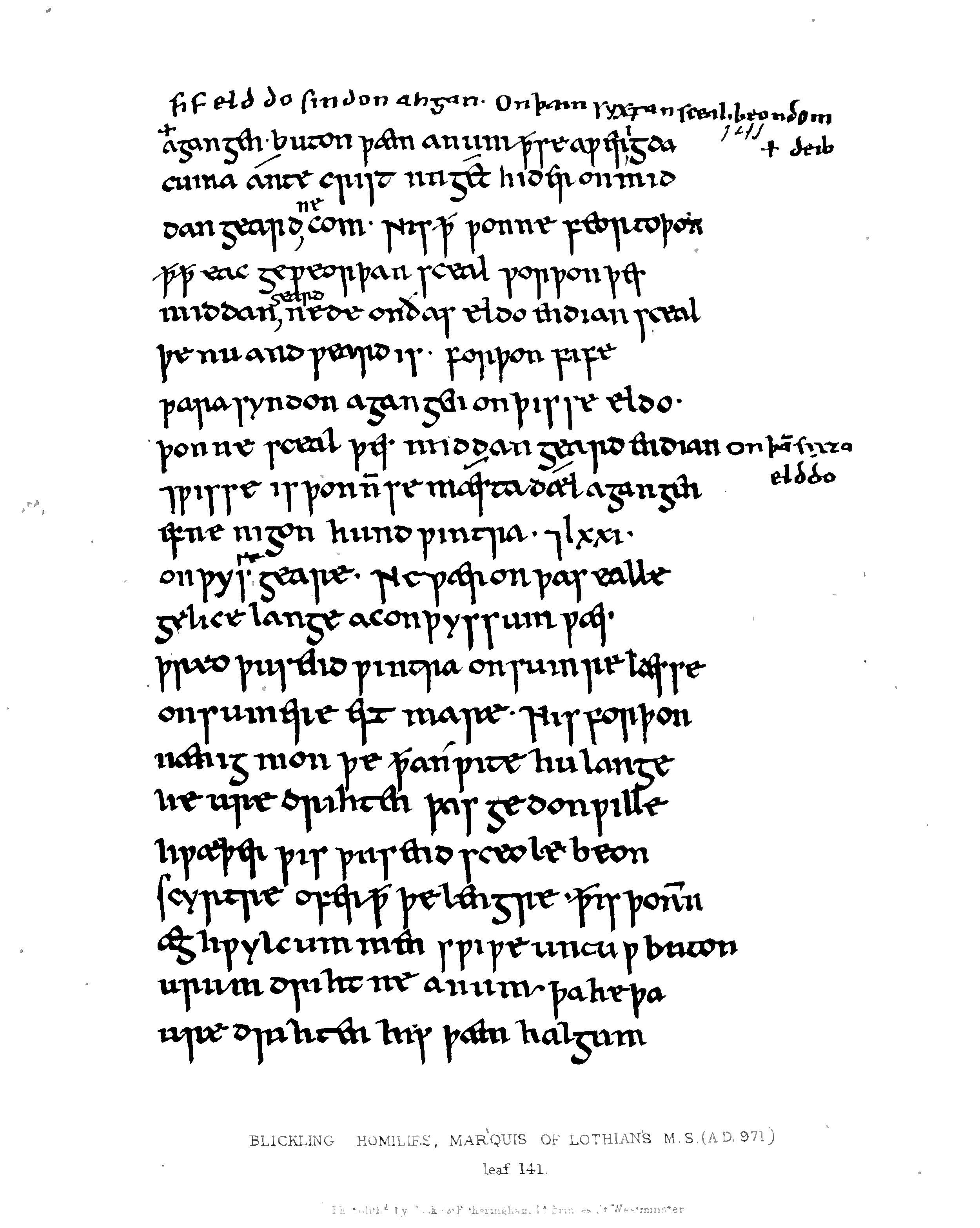
Folio 141.

Les homélies de Blickling (Blickling homilies) sont un recueil de dix-huit homélies en vieil anglais compilées avant la fin du Xe siècle en Angleterre par deux scribes anonymes. Ces homélies, qui ont peut-être été composées un certain temps avant d'être couchées sur le papier, concernent principalement le Carême et la Semaine sainte, mais quelques-unes traitent des fêtes de saints populaires (Michel, Martin, etc.). Ce recueil est l'une des principales sources d'homélies anglo-saxonnes avec le Livre de Verceil et l'œuvre d'Ælfric.
Le manuscrit doit son surnom à Blickling Hall, un manoir du Norfolk où il est longtemps resté conservé. Il se trouve aujourd'hui à la Scheide Library de l'université de Princeton sous la cote MS 71.

## Liste des homélies
1. In Natali Domini (Incarnation)
2. Dominica Prima in Quinquagesima (Quinquagésime)
3. Dominica Prima in Quadragesima (premier dimanche du Carême)
4. Dominica Tertia in Quadragesima (troisième dimanche du Carême)
5. Dominica V in Quadragesima (cinquième dimanche du Carême)
6. Dominica VI in Quadragesima (dimanche des Rameaux)
7. Dominica Pascha (Pâques)
8. To Þam Forman Gangdæge (lundi des Rogations)
9. To Þam Oþerum Gangdæge (mardi des Rogations)
10. To Þam Þriddan Gangdæge (mercredi des Rogations)
11. On Þa Halgan Þunres Dei (jeudi de l'Ascension)
12. Pentecostent - Spiritus Domini (dimanche de Pentecôte)
13. Sancta Maria Mater Domini Nostri Iesu Cristi (Assomption)
14. Sancte Iohannes Baptista Spel (naissance de Jean le Baptiste)
15. Spel Be Petrus ond Paulus (histoire de Pierre et Paul)
16. un fragment
17. To Sancte Michaheles Mæssan (la Saint-Michel)
18. To Sancte Martines Mæssan (la Saint-Martin)
19. S. Andreas (la Saint-André), incomplète